# Рязанский трамвай
Ряза́нский трамва́й — трамвайная система, существовавшая в Рязани с 1963 по 2010 годы. Трамвайная линия располагалась на окраине города и служила для связи с Рязанским нефтеперерабатывающим заводом.
Отличительной особенностью Рязанского трамвая являлось то обстоятельство, что на момент его пуска в 1963 году в городе уже существовало троллейбусное сообщение, что является единственным примером такого рода в СССР.

## История
В 1960 году в пригороде Рязани был построен нефтеперерабатывающий завод. Поскольку завод был расположен в районе, где не была развита транспортная инфраструктура, а ежедневно на предприятие было необходимо доставлять тысячи людей, было решено построить трамвайную линию. Она прошла по ул. Энтузиастов (ныне - ул. Черновицкая) и соединила завод с районом Городская Роща.  
Линия формировалась в несколько этапов: 2 января 1963 г. был открыт участок Горроща-ТЭЦ; в ноябре 1963 г. - открыта линия до «Химволокна»; 27 мая 1972 г. был сдан в эксплуатацию разворотный круг у Центролита. 
Номера маршрутов не выставлялись. Вместо них были таблички с надписями: 
- Ц-ЛИТ (Завод Центролит);
- ТЭЦ (Ново-Рязанская ТЭЦ);
- ЗХВ (Завод «Химволокно»).
- ДЕПО

Поскольку линия была построена предприятием для собственных нужд, то до 1990-х годов рязанский трамвай представлял собой одно из подразделений Рязанского НПЗ (входил в состав транспортного цеха РНПЗ, и среди горожан трамвайный парк именовался цехом №24). Основная часть вагонов следовала до кольца ТЭЦ, до дальнего кольца ЗХВ вагоны ходили по расписанию. В выходные дни часть трамваев обычно ездила до разворотного круга Центролит.
Первоначально на трамвайной линии использовались вагоны КТМ/КТП-2, а также небольшое количество трамваев РВЗ-6. В 1977—1983 годах на смену им пришли КТМ-5.
В конце 1980-х  - начале 1990-х годов наполовину был обновлён подвижной состав (стали использоваться трамваи 71-608К, всего было закуплено 11 вагонов), но вскоре, в связи с ухудшением экономической ситуации, трамвай оказался на грани закрытия. 
РНПЗ был куплен Тюменской нефтяной компанией. Новый собственник решил избавиться от всех непрофильных активов завода, в том числе и от трамваев. Однако муниципалитет не захотел принимать трамвайное хозяйство на свой баланс, и трамвай превратился в коммерческое предприятие ЗАО «Рязанский трамвай». В 2006 году был закрыт участок линии от ТЭЦ до завода «Химволокно» в связи с ликвидацией последнего.
К началу 2007 года финансовое состояние ЗАО «Рязанский трамвай» стало критическим и 25 января трамвайное движение было остановлено. 26 января между ЗАО «Рязанский трамвай» и городскими властями состоялось совещание, по итогам которого было подписано соглашение о передаче трамвайного хозяйства в собственность города. Через несколько дней, 28 января, трамвай возобновил свою работу.
В сентябре 2009 года рязанский выпуск на линию сокращён до двух вагонов, трасса трамвая была продублирована автобусным маршрутом «16А».
15 апреля 2010 года трамвайное движение в Рязани было окончательно остановлено. На момент закрытия системы проезд стоил 8 рублей. В апреле 2010 года начальник управления экономического развития Администрации города подтвердил, что строительство высокоскоростной линии метротрама включено в долгосрочный план. Кроме того, прозвучало предложение использовать традиционные трамвайные линии в туристических целях.
6 апреля 2012 года, председатель комитета Государственной Думы по транспорту на выездном заседании в Рязани отметил, что трамвайное сообщение в городе необходимо возродить, но план по восстановлению трамвайной линии так и не был поставлен.
Трамвайные пути были окончательно разобраны в 2014 году. В конце 2016 года бывшее трамвайное депо было снесено, на его месте построена больница БСМП.

## Описание сети
Система рязанского трамвая состояла из одной линии:
|  |  |  |

|  |  |  |

|  |

|  |

|  |  |  |

|  |

|  |

|  |  |  |

|  |

|  |

|  |

|  |  |  |

|  |  |  |

|  |

|  |

|  |

|  |

|  |

|  |

|  |  |  |

|  |  |  |

|  |

|  |

|  |

|  |  |  |

|  |  |  |

|  |  |  |

|  |  |  |

|  |

|  |

|  |  |  |

|  |

|  |

|  |  |  |

|  |

|  |

|  |

|  |  |  |

|  |  |  |

|  |

|  |

|  |

|  |

|  |

|  |

|  |  |  |

|  |  |  |

|  |

|  |

|  |

|  |  |  |

|  |  |  |

|  |  |  |

|  |  |  |

|  |

|  |

|  |  |  |

|  |

|  |

|  |  |  |

|  |

|  |

|  |

|  |  |  |

|  |  |  |

|  |

|  |

|  |

|  |

|  |

|  |

|  |  |  |

|  |  |  |

|  |

|  |

|  |

|  |  |  |

|  |  |  |

|  |  |  |

|  |  |  |

|  |

|  |

|  |  |  |

|  |

|  |

|  |  |  |

|  |

|  |

|  |

|  |  |  |

|  |  |  |

|  |

|  |

|  |

|  |

|  |

|  |

|  |  |  |

|  |  |  |

|  |

|  |

|  |

|  |  |  |

|  |  |  |

Короткое ответвление в сторону депо располагалось между остановками Трамвайное депо и Школа на улице Гоголя.

## Стоимость проезда
Стоимость проезда последние чуть более 20 лет истории рязанского трамвая претерпевала изменения.
В советский период стоимость составляла 3 копейки. С учётом гиперинфляции и экономических кризисов 1990-х, к 2000 году стоимость проезда дошла до 3 рублей.
В 2002 году на фоне ухудшения состояния рязанского трамвая, ввиду того, что в межпиковые интервалы трамваем пользовались преимущественно льготники, за которых собственники предприятия не получали компенсации от города, собственником было принято решение с 1 апреля сменить ценообразование стоимости проезда.
Все рейсы были разделены на 2 части: первая (т.н. «экспресс-рейсы») была ориентирована на работников РНПК, при этом льготы сохранялись, однако была увеличена стоимость проезда до 5 рублей и были отменены три остановки (у кладбищ и дач). Целевой аудиторией второй части (т.н. «дачные», или коммерческие рейсы) были льготники: все остановки сохранялись, стоимость оплаты сохранялась на прежнем уровне, однако были отменены льготы.
Всё это вызвало негодования, из-за чего 16 апреля 2002 г. льготы были возвращены, при этом стоимость проезда составила 4 рубля. Условием для возврата льгот было предоставление налоговых поблажек трамвайному парку со стороны города, однако через полгода Горсовет принял решение предложить администрации города организовать перевозку льготной категории граждан в район южного промузла города автобусами. Это решение в итоге не было принято.
В 2005 году, на фоне монетизации льгот в РФ, льготы в Рязанском трамвае окончательно были отменены.
К 2010 году — году закрытия трамвая — стоимость составляла 8 рублей.

## Подвижной состав
- КТМ/КТП-2 (с 1963 по 1977—1981 годы)
- РВЗ-6 (с 1971—1973 до начало 1980-х годов)
- КТМ-5 (с 1977 по 2010 годы)
- 71-608К (с 1994 по 2010 годы)

В течение определённого[какого?] времени на балансе Рязанского трамвая был поезд из трамваев КТМ-1 и КТП-1.

Галерея
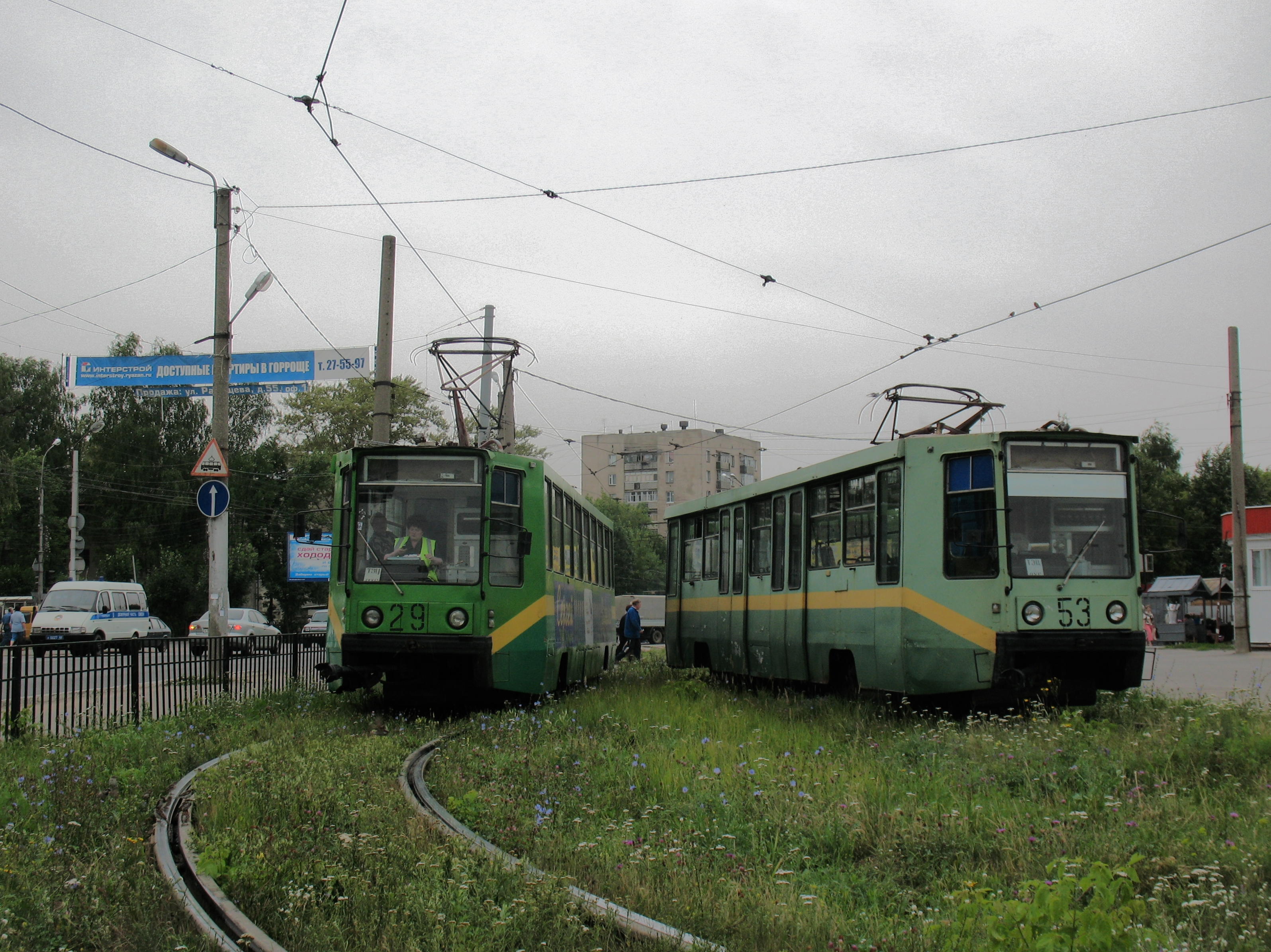
Трамваи 71-608 на конечной станции «Площадь 50-летия Октября»
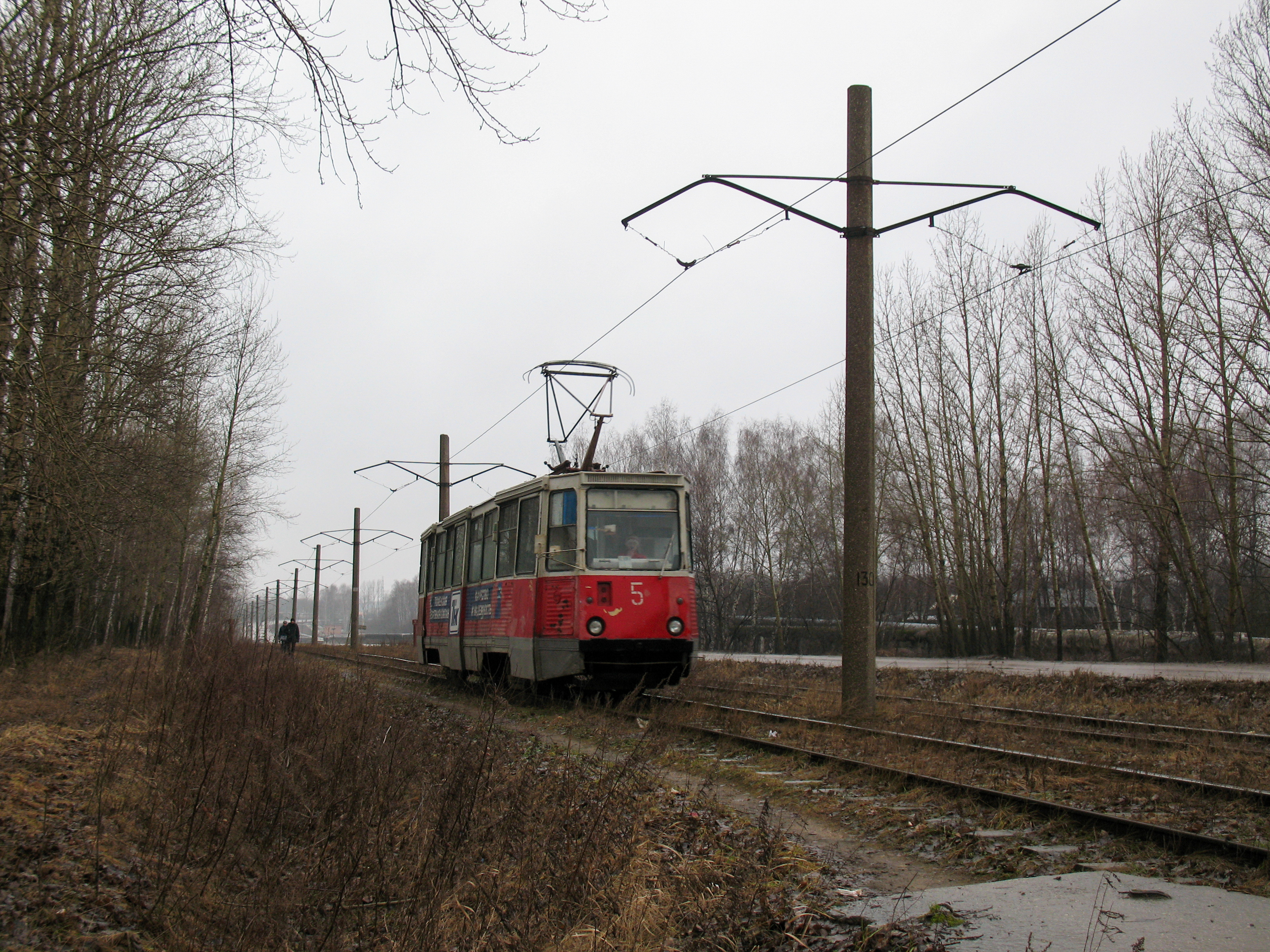
Трамвай КТМ-5, движущийся от посадочной площадки «Центролит» к одноимённому развязочному кругу.